# KZ Большой Медведицы
KZ Большой Медведицы (лат. KZ Ursae Majoris), HD 81882 — одиночная переменная звезда в созвездии Большой Медведицы на расстоянии приблизительно 757 световых лет (около 232 парсеков) от Солнца. Видимая звёздная величина звезды — от +8,17m до +8,15m.

## Характеристики
KZ Большой Медведицы — жёлто-белая пульсирующая переменная звезда типа Дельты Щита (DSCTC) спектрального класса F0.